# レオノーラ・パイパー

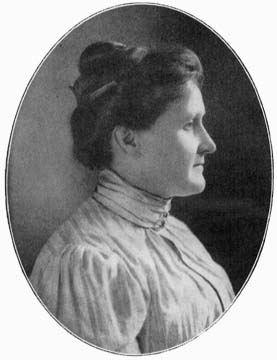
レオノーラ・パイパー

レオノーラ・エヴェリーナ・パイパー（Leonora Evelina Piper、1859年6月27日 - 1950年6月3日）は、アメリカ人女性の霊媒師。イギリスの心霊現象研究協会（以下、英字表記The Society for Psychical Researchの略のSPRと表記）が協会初期に調査対象とした著名な霊媒の1人。日本語では「パイパー夫人」の名でも知られる。

## 人物歴
ニューハンプシャー州ナシュアで育った。
超常現象関連の書籍に記録によれば、パイパーは1884年に信仰治療師のもとを訪れた際にトランス状態に陥り、インディアンの霊からメッセージを受け、これをきっかけに内輪の交霊会を開催し始めたという。中でも特に、パイパーが知るはずのない交霊会参加者の個人的な秘密を告げる能力に長けており、このほかに自動書記やサイコメトリーの能力も発揮したという。
ウィリアム・ジェームズは1885年からパイパーの交霊会に参加し、その能力を本物と確信したことで、心霊研究の道に入ったという。1887年にはリチャード・ホジソンの調査を受け、2年後の1889年にはSPRの依頼により、ジェームズとホジソンの調査を受けるためにイギリスへわたった。
ホジソンはかつてブラヴァツキー夫人による神秘現象を詐術と暴いたことがあり、パイパーに対しても当初は懐疑的な立場をとっており、周囲からもブラヴァツキー同様にパイパーのトリックを暴くことを期待されていた。しかしパイパーの交霊会においてパイパーがホジソンの亡き旧友の名を名乗り、交霊会の参加者たちしか知りえないことを語る様子を見、パイパーのもとに旧友の霊が現れたと認め、死後生存の証拠を得たと考えた。SPRの懐疑派の代表的人物といえるホジソンが、心霊主義を肯定する立場をとってパイパーの能力を本物と認めたことは、SPRにとっては大事件であった。こうした実績から、パイパーはアメリカを代表する霊媒の1人との声もある。同様にパイパーを通じて心霊主義を支持した学者にはオリバー・ロッジ、ジェームズ・ヒスロップ、フレデリック・マイヤースらがいる。
また心霊主義に関心を持っていたことで知られる作家のコナン・ドイルは、1899年にパイパーがトランス状態で「世界各地で恐ろしい戦乱が生じます」と語ったことを、1914年開戦の第一次世界大戦を示したことだと著書『The new revelations』で述べており、パイパーをダニエル・ダングラス・ホームと並ぶ世界最高級の霊媒の1人として高く評価している。
ただしSPRの初代会長であるヘンリー・シジウィックらは、ホジソンの旧友の霊が交霊会参加者について語ったとされる件を、パイパーがテレパシーで参加者たちの思考を読み取ったとの解釈できるなどの理由で（超ESP仮説）、本件を心霊主義の確固たる証拠と認めることはなかった。パイパーの支配霊の1人はフランス人の医師の霊とされるが、フランス語をほとんど話すことができず、医学の知識もなかったとの批判もある。ホジソンがパイパーの調査を開始した際も、同席していたウィリアム・ジェームズがパイパーの指導霊と話す際、ジェームズが少しでも流暢なフランス語を話すと、この霊は返答に詰まったという。また、ホジソンが2人の子供をもうけて長生きすると予言したが、これも当たることはなかった。